# 山田隆裕
山田 隆裕（やまだ たかひろ、1972年4月29日 - ）は、日本の元サッカー選手、実業家。選手時代のポジションはFW（ウイング）、MF（サイドハーフ）。元日本代表。

## 経歴
大阪府高槻市で生まれる。小学校3年生の時、静岡県清水市（現在の静岡市清水区）に転居。転入した市立高部東小でサッカーに出会う。6年生の時に清水FCの一員として全日本少年サッカー大会に出場しベスト8進出。中学3年生の時には東海選抜に選出され、全日本選抜中学生サッカー大会で優勝を経験した。
1988年に清水市立商業高校（後の静岡市立清水商業高等学校）へ進学すると1年次からレギュラーに定着し、同年の全国高等学校サッカー選手権大会決勝の市立船橋高校戦では決勝点をあげる活躍で優勝に貢献した。スピードとテクニックを活かした快速フォワード（ウインガー）として1989年と1990年に2年連続高校総体、全日本ユース選手権制覇などに貢献するなど注目を集めた。
また高校2年次から日本ユース代表に選出されるなど、当時は同期のチームメイト名波浩よりも知名度は高く、将来も嘱望されていた。
高校卒業後の1991年に日本サッカーリーグ1部の日産自動車サッカー部（現横浜F・マリノス）に入部。日産でもスピードとドリブルを武器にサイドからのチャンスメイクで、早々にほぼレギュラーポジションを掴む活躍を見せ、木村和司がスタメンに居ない時は10番を与えられた。同年の天皇杯決勝・読売クラブ戦では、途中出場からプロ入り後の公式戦初ゴールとなったチームの4点目のゴールを決めて優勝に貢献した。
1992年にはハンス・オフト監督の指揮する日本代表に選出。1993年Jリーグ開幕節は怪我で欠場した。6月9日の清水戦ではJリーグ初ゴール を含む2ゴールを決めた。1995年には1stステージ優勝、年間では43試合7得点、Jリーグチャンピオンシップ第1戦では右サイドから入れたクロスのこぼれ球からビスコンティの決勝ゴールが生まれた。第2戦でも勝利し、ヴェルディを破って優勝を果たした。Jリーグ黎明期から活躍し、甘いマスクで女性人気を獲得するなど若手スターであった。その後、1997年の2ndステージから出場機会を減らし、1998年に京都パープルサンガに移籍後、1999年は期限付き移籍によりヴェルディ川崎でプレーし、移籍期間終了後は京都を退団。その後一度は引退したが、2000年、横浜M時代に指揮を受けた清水秀彦監督に誘われベガルタ仙台に加入、ここではチャンスメーカーとしてのプレーでJ1昇格に貢献した。仙台時代の応援歌の原曲はBOØWYの「Dreamin'」。2003年シーズン途中で現役引退した。Ｊ１では通算224試合20得点、J2では通算47試合出場3得点。
日本代表では出場機会に恵まれず、日本が初優勝したアジアカップやＷ杯アジア1次予選にメンバーとして参加するも未出場。1993年、日本代表の控え選手たちで構成された日本選抜のメンバーとして香港遠征において、1月23日のスイス戦では先発フル出場、またアジア最終予選直前のスペイン遠征ではヘレス戦でもプレーした。10月にカタールのドーハで開催された94年米国Ｗ杯最終予選メンバーに選出されたが、「使ってもらえないし給料は減るから代表に行きたくない」と参加を辞退。1994年のファルカン監督時代には、アジア大会のメンバーとして再び日本代表に参加したが、大会を通して出場機会は一度も訪れることはなかった。アジア大会の壮行試合として開催された、1994年9月27日のオーストラリア戦が、唯一の国際Aマッチ出場となった。
引退後は全国でサッカースクールや講演活動などを精力的に行う傍ら日本サッカー協会こころのプロジェクトで夢先生としても数多く登壇している。

## 所属クラブ
- 1988年 - 1990年 清水市立清水商業高等学校
- 1990年 - 1997年 日産自動車/横浜マリノス
- 1998年 京都パープルサンガ
- 1999年 ヴェルディ川崎（期限付き移籍）
- 2000年6月 - 2003年6月 ベガルタ仙台

## 個人成績
| 国内大会個人成績 | 国内大会個人成績 | 国内大会個人成績 | 国内大会個人成績 | 国内大会個人成績 | 国内大会個人成績 | 国内大会個人成績 | 国内大会個人成績  | 国内大会個人成績 | 国内大会個人成績 | 国内大会個人成績 | 国内大会個人成績 |
| 年度             | クラブ           | 背番号           | リーグ           | リーグ戦         | リーグ戦         | リーグ杯         | リーグ杯          | オープン杯       | オープン杯       | 期間通算         | 期間通算         |
| 年度             | クラブ           | 背番号           | リーグ           | 出場             | 得点             | 出場             | 得点              | 出場             | 得点             | 出場             | 得点             |
| 日本             | 日本             | 日本             | 日本             | リーグ戦         | リーグ戦         | JSL杯/ナビスコ杯 | JSL杯/ナビスコ杯  | 天皇杯           | 天皇杯           | 期間通算         | 期間通算         |
| ---------------- | ---------------- | ---------------- | ---------------- | ---------------- | ---------------- | ---------------- | ----------------- | ---------------- | ---------------- | ---------------- | ---------------- |
| 1990-91          | 日産             | 31               | JSL1部           | 0                | 0                | -                | -                 | -                | -                | 0                | 0                |
| 1991-92          | 日産             | 22               | JSL1部           | 9                | 0                | 1                | 0                 |                  |                  |                  |                  |
| 1992             | 横浜M            | -                | J                | -                | -                | 9                | 1                 | 4                | 0                | 13               | 1                |
| 1993             | 横浜M            | -                | J                | 27               | 3                | 1                | 1                 | 3                | 0                | 31               | 4                |
| 1994             | 横浜M            | -                | J                | 32               | 1                | 3                | 1                 | 1                | 0                | 36               | 2                |
| 1995             | 横浜M            | -                | J                | 43               | 7                | -                | -                 | 1                | 0                | 44               | 7                |
| 1996             | 横浜M            | -                | J                | 23               | 1                | 9                | 2                 | 1                | 0                | 33               | 3                |
| 1997             | 横浜M            | 22               | J                | 25               | 6                | 5                | 0                 | 0                | 0                | 30               | 6                |
| 1998             | 京都             | 8                | J                | 29               | 1                | 0                | 0                 | 1                | 0                | 30               | 1                |
| 1999             | V川崎            | 7                | J1               | 27               | 1                | 2                | 0                 | 3                | 0                | 32               | 1                |
| 2000             | 仙台             | 32               | J2               | 19               | 0                | 0                | 0                 | 1                | 1                | 20               | 1                |
| 2001             | 仙台             | 32               | J2               | 28               | 3                | 2                | 0                 | 3                | 0                | 33               | 3                |
| 2002             | 仙台             | 32               | J1               | 18               | 0                | 2                | 0                 | 2                | 0                | 22               | 0                |
| 2003             | 仙台             | 32               | J1               | 0                | 0                | 1                | 0                 | -                | -                | 1                | 0                |
| 通算             | 日本             | 日本             | J1               | 224              | 20               | 32               | 5                 | 16               | 0                | 272              | 25               |
| 通算             | 日本             | 日本             | J2               | 47               | 3                | 2                | 0                 | 4                | 1                | 53               | 4                |
| 通算             | 日本             | 日本             | JSL1部           | 9                | 0                | 1                | 0\|\|\|\|\|\|\|\| |                  |                  |                  |                  |
| 総通算           | 総通算           | 総通算           | 総通算           | 280              | 23               | 35               | 5\|\|\|\|\|\|\|\| |                  |                  |                  |                  |

その他の公式戦
- 1992年
  - ゼロックス・チャンピオンズ・カップ 1試合0得点
- 1995年
  - Jリーグチャンピオンシップ 2試合0得点
- 1996年
  - サンワバンクカップ 1試合0得点
  - XEROX SUPER CUP 1試合0得点

## 代表歴

### 出場大会など
- ユース日本代表（1990年）
- バルセロナオリンピック予選日本代表（1991年）

### 試合数
- 国際Aマッチ 1試合 0得点(1994)

| 日本代表 | 国際Aマッチ | 国際Aマッチ |
| 年       | 出場        | 得点        |
| -------- | ----------- | ----------- |
| 1994     | 1           | 0           |
| 通算     | 1           | 0           |

### 出場
| No. | 開催日         | 開催都市 | スタジアム                 | 対戦相手       | 結果 | 監督                         | 大会         |
| --- | -------------- | -------- | -------------------------- | -------------- | ---- | ---------------------------- | ------------ |
| 1.  | 1994年09月27日 | 東京都   | 国立霞ヶ丘競技場陸上競技場 | オーストラリア | △0-0 | パウロ・ロベルト・ファルカン | 国際親善試合 |

## 書籍

### 著書
- 異端児 : 仙台を熱狂させた三年間、その戦いの記録（プレスアート、2011年）ISBN 4990190904

## 出演
- サッカーの園～究極のワンプレー～ スピードスター 2023年2月25日 (VTRでのゲスト出演)